# T.G. Copperfield
Tilo George Copperfield (bürgerlich Tilo Preißer; * 17. Dezember 1979 in Furth im Wald) ist ein deutscher Gitarrist und Songwriter, der seit 2016 unter seinem Künstlernamen T.G. Copperfield regelmäßig Alben im breiten Genre Blues, Rock und Americana veröffentlicht und international mit seiner Band The Electric Band tourt.

## Biografie
Geboren und aufgewachsen im Landkreis Cham (Bayerischer Wald), entdeckte er schon als Jugendlicher seine Leidenschaft für die Gitarre und interessierte sich für alles rund um Rock und Metal. 2012 gründete er die Blues- und Southern-Rock-Band 3 Dayz Whizkey, in der er begann, eigene Songs mit englischen Texten zu schreiben, die auf mehreren Alben über Timezone Records veröffentlicht wurden, regelmäßig auf verschiedenen Radiosendern gespielt werden und intensive internationale Konzerttourneen mit sich brachten.
2016 entschied er sich, auch als Solokünstler unter dem Namen T.G. Copperfield zu agieren. Sein selbstbetiteltes Debütalbum erschien am 30. Dezember 2016 ebenfalls über Timezone Records und wurde zusammen mit dem Münchner Produzenten Will Hampel, auch bekannt als „Dr. Will“, aufgenommen.
Bei den ersten Konzerten, die das neue Projekt mit sich brachte, trat er im Trio zusammen mit Michael „Air“ Hofmann (Schlagzeug) und Michael „Karlos“ Karl (Bass) auf, die fortan als „The Electric Band“ bezeichnet wurden. Anfang 2018 wurde die Electric Band durch den Keyboarder Claus Bächer ergänzt, wodurch eine feste Formation entstand, die seither stets live, sowie an den meisten Alben Copperfields mitwirkte.
Am 21. Februar 2025 wurde das zwölfte Album „All In Your Head“ veröffentlicht, das bei Martin Meinschäfer (u. a. Henrik Freischlader, Kai Strauss, Layla Zoe, Tommy Schneller, Long Distance Calling, Zodiac...) in den Megaphon Tonstudios Arnsberg produziert und für den Preis der deutschen Schallplattenkritik nominiert wurde.

## Diskografie
3 Dayz Whizkey
- The Devil And The Deep Blue Sea (2012)
- Black Water (2013)
- Steam (2014)
- Live And Let Live (2016)
- Common Buzzard Blues (2019)

T.G. Copperfield
- T.G. Copperfield (2016)
- The Worried Man (2017)
- Tunes For George (2018)
- Sweet Honey (2018)
- Magnolia (2019)
- Crank It Up In Nashville (2019)
- Talkin' Shop (2019)
- The Electric Band (2021)
- Snakes & Dust (2022)
- Out In The Desert (2023)
- Steppenwolf (2024)
- All In Your Head (2025)